# Dedič
Dedič je oseba, ki deduje vse zapustnikovo premoženje ali njegov delež (alikvotni del).
Dediča določi zapustnik v oporoki; če ga ne, se dediči določijo po zakonu (zakonito  dedovanje). Besede, s katerimi zapustnik to stori, so preproste: ta in ta naj bo moj dedič ali ta in ta naj podeduje moje premoženje. Dediča se da ugotoviti tudi z razlago oporoke, npr. iz določbe Hišo in vse v njej naj dobi moj sin lahko izhaja, da naj bo sin dedič, zlasti če predstavlja hiša veliko večino zapustnikovega premoženja.
Oseba, ki ji zapustnik z oporoko kaj nakloni, pa ni dedič, se imenuje volilojemnik.

## Vstop v pravni položaj zapustnika
Razlika med dedičem in volilojemnikom je, da le dedič vstopi v pravni položaj zapustnika; tj. postane njegov univerzalnopravni suksesor. Praktično to pomeni, da dobi (delež) vseh pravic in obveznosti zapustnika, se pravi, odgovarja za dolgove zapustnika.
Slednje je problematično, če je zapuščina prezadolžena; se pravi, je imel zapustnik več dolgov kot premoženja. Dedič se lahko v tem primeru odpove dediščini in ne deduje. Vendar tudi če deduje, so prevzeti dolgovi navzgor omejeni z vrednostjo podedovanega premoženja. To po zakonu, v praksi lahko ima težave z upniki.
Volilojemnik pridobi le volilo in ne (deleža) ostalih pravic in obveznosti zapustnika, zato tudi ne odgovarja za zapustnikove dolgove.

## Kdaj dedič ne deduje?
Dedič redno deduje. Ne deduje le, če
- ne preživi zapustnika (umre prej); pri zakonitih dedičih imajo njegovi potomci vstopno pravico;
- je dedno nevreden (se je po zakonu huje pregrešil proti zapustniku);
- ga je zapustnik v oporoki razdedinil (in navede enega zakonitih razdeditvenih razlogov);
- se odpove dediščini (dedna izjava). Njen trenuten problem je, da učinkuje tudi za njegove potomce (in jim izniči vstopno pravico), če dedič izrecno ne izjavi, da jo daje le zase.

## Zapuščinski postopek in dediščinskatožba
Dedič pridobi dediščino po samem zakonu s trenutkom zapustnikove smrti, vendar to le teoretično. V praksi jo dobi z dnem pravnomočnosti sklepa o dedovanju (končna odločba zapuščinskega postopka), kar je lahko tudi leto ali dve po smrti. Sklep velja za nazaj, od dneva smrti.
Dedič, ki meni, da mu s sklepom o dedovanju niso bile priznane vse dedne pravice, lahko svojo pravico uveljavlja v pravdi z dediščinsko tožbo.